# Wolfgang Schaeffer
Wolfgang Schaeffer (?, 2009. augusztus 31. –) amerikai gyerekszínész, aki leginkább a Nickelodeon The Loud House élőszereplős adaptációiban, különösen az A Loud House Christmas című filmben vált ismertté, ahol Lincoln Loud karakterét alakítja. 2022 óta szerepel a sorozat folytatásában, a The Really Loud House-ban is. Wolfgang már fiatalon elkezdte színészi karrierjét, és szerepelt a népszerű Criminal Minds és Pivoting című sorozatokban is.
A színészet mellett nagy rajongója az amerikai futballnak, különösen a Los Angeles Chargers csapatának. Aktív a közösségi médiában, ahol rendszeresen megoszt bejegyzéseket rajongóival a mindennapi életéről és forgatási élményeiről.

## Filmográfia
- 2020: Gyilkos elmék (epizód 15x3)
- 2021: Karácsony a Lármás házban
- 2022: Hajtűkanyar (2 epizód)
- 2022–2024: Az igazi Lármás család (42 epizód)
- 2023: Egy igazi Lármás Halloween (2023)
- 2024: Tiny Chef (epizód 2x5)